# Dominique Delort (cyclisme)
Pour les articles homonymes, voir Delort.
Dominique Delort, né le 28 novembre 1960 à Arès (Gironde), est un coureur cycliste français. Actif dans les années 1970 et 1980, il a été sélectionné en équipe de France amateurs,. Son père Fernand et son oncle André ont également été coureurs cyclistes.

## Palmarès
- 1980
  - 3e du Circuit de la vallée de la Loire
  - 3e de la Ronde de l'Isard
  - 3e du championnat d'Aquitaine
  - 3e du Bol d’or des amateurs
- 1982
  - Champion d'Aquitaine
  - Tarbes-Sauveterre
  - Tour de Corrèze
  - Bol d'or amateurs
  - 2e du Circuit du Cantal
- 1983
  - Tour de Corrèze
  - 3e étape du Tour du Béarn
  - 3e étape du Tour Toulouse-Pyrénées
  - 2e du Circuit de la vallée de la Loire
  - 3e du Circuit de la Chalosse
- 1984
  - Grand Prix Pierre-Pinel
  - Tarbes-Sauveterre